# Bandoura
 (décembre 2013).
Si vous disposez d'ouvrages ou d'articles de référence ou si vous connaissez des sites web de qualité traitant du thème abordé ici, merci de compléter l'article en donnant les références utiles à sa vérifiabilité et en les liant à la section « Notes et références ».
Pour les articles homonymes, voir Bandura.

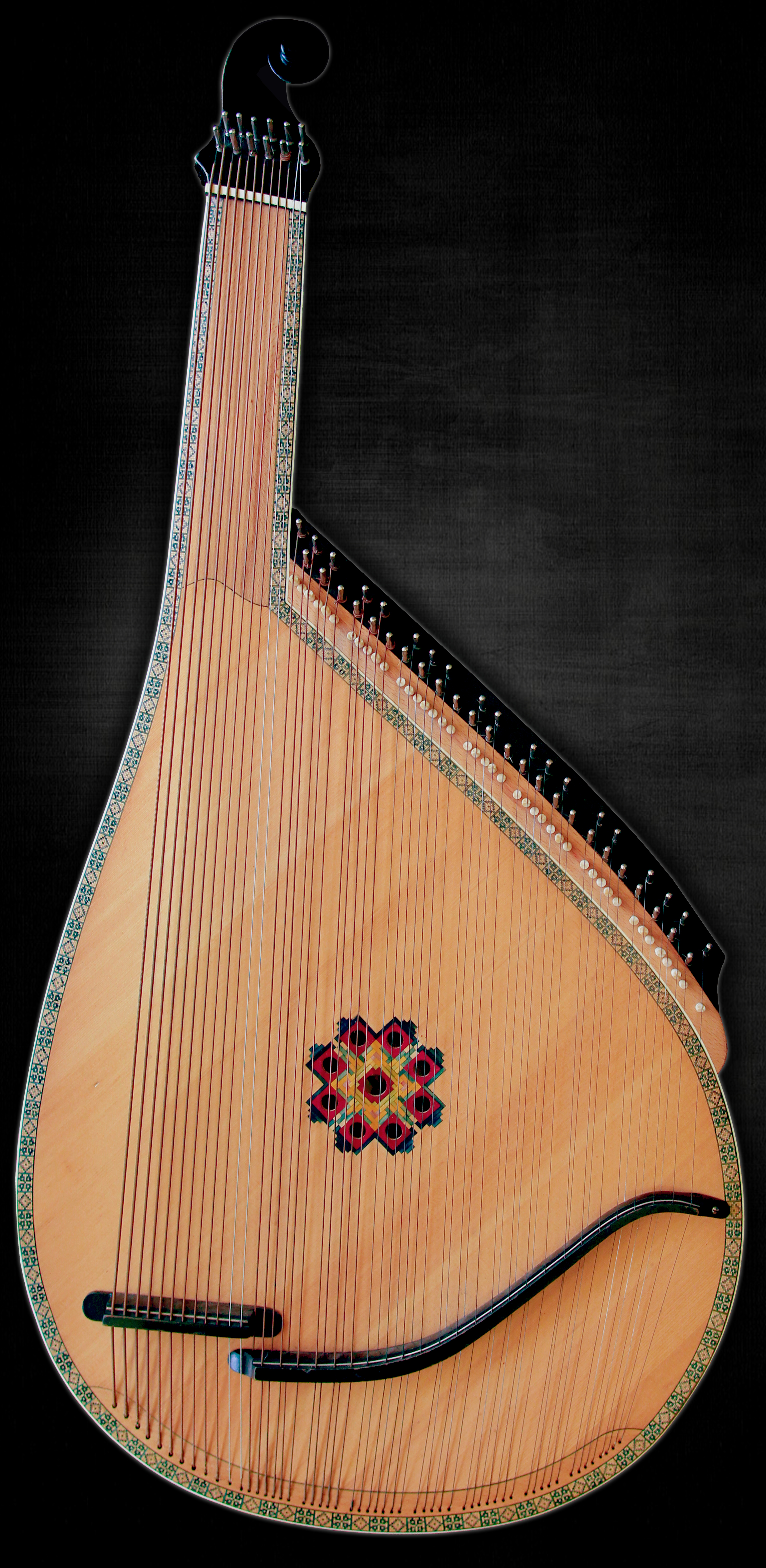
Bandoura du facteur ukrainien Chernihiv.

La bandoura (ou bandura) est un instrument à cordes ukrainien. Elle descend de la kobza datant du XIVe siècle, le plus ancien instrument de musique que l'on connaisse dans ces régions. On l'appelle aussi torban, theorban ou husli. Le terme principal dérive de tambûr. Il ne faut pas la confondre avec la bandurria, une mandoline espagnole.

## Histoire
À l'origine, la bandoura est utilisée pour accompagner les danses folkloriques. Elle devient vraiment populaire entre les XVe et XVIIIe siècles avec les bardes itinérants, les kobzars, qui chantent les exploits des cosaques. Elle accompagne les doumas ou doumkas ("pensées"), poèmes héroïques ou lyriques que les bandouristes mettent en musique.
À l'image de William Shakespeare qui fut surnommé le barde, le poète ukrainien Taras Chevtchenko fut surnommé le kobzar bien qu'il ne fût pas musicien ni ne jouât ni de la kobza, ni de la bandoura.
Au XIXe et début XXe siècle de nombreux joueurs étaient aussi des kobzars et des aveugles.

## Galerie d'images

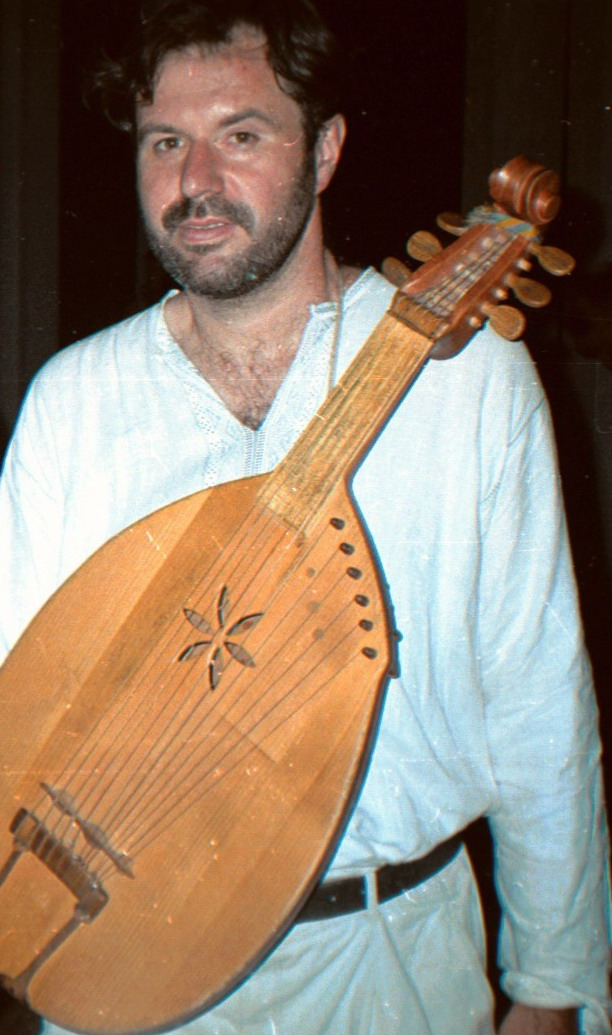
Edouard Dratch.
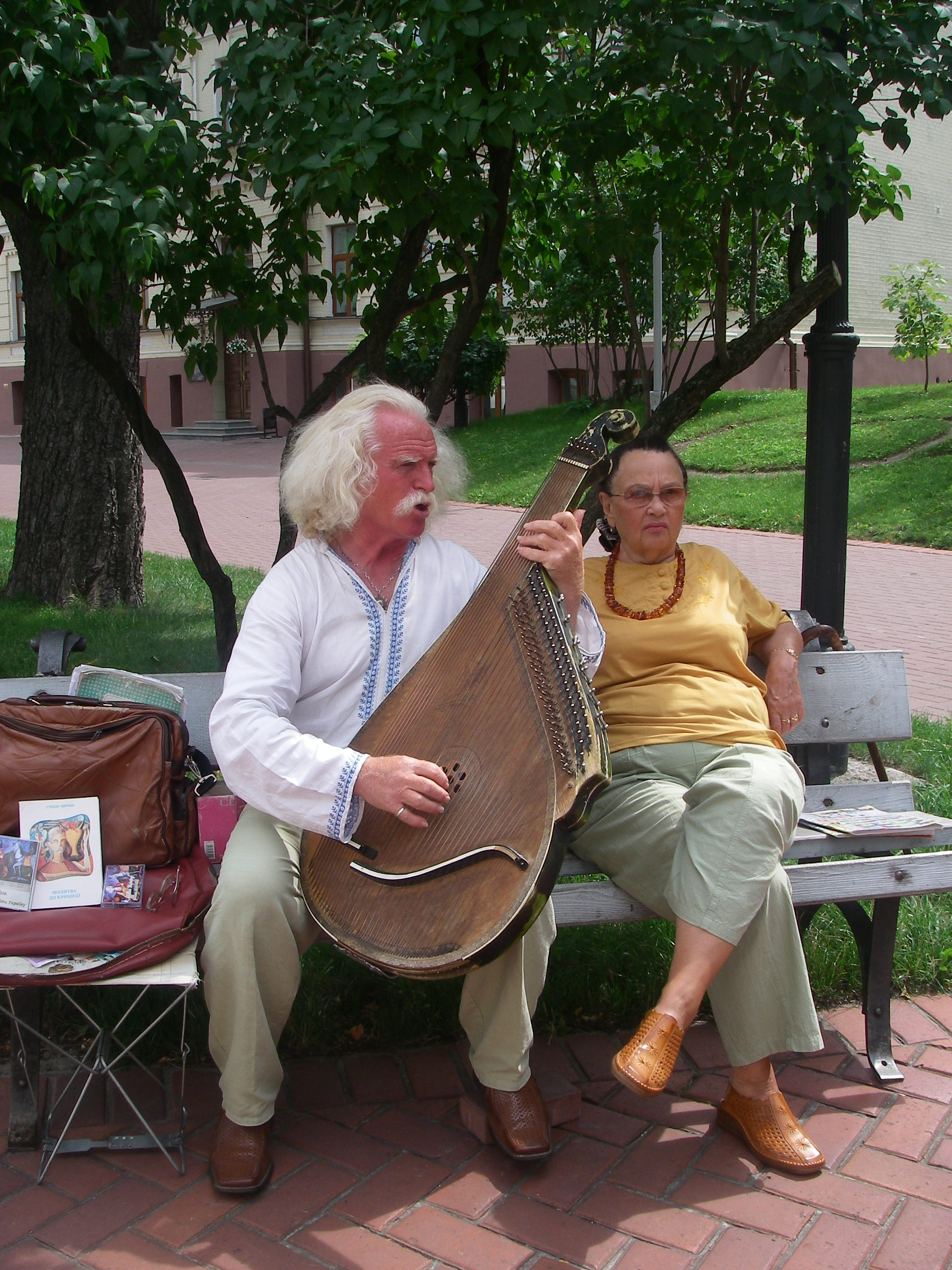
Joueur de bandoura dans un parc de Kiev en 2007.
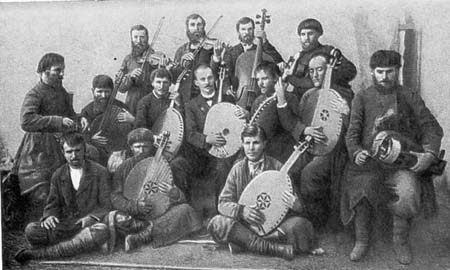
1902, présentation lors du XIIe congrès archéologique de Russie, Hnat Khotkevytch, Petro Drevtchenko.
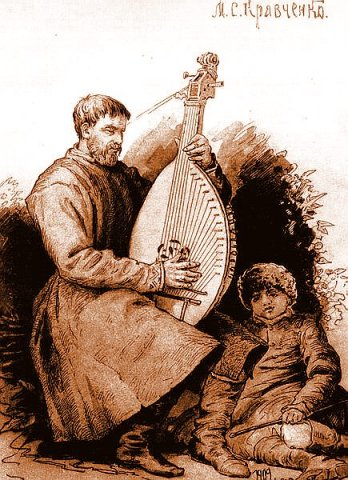
Kravtchenko et sa bandoura.
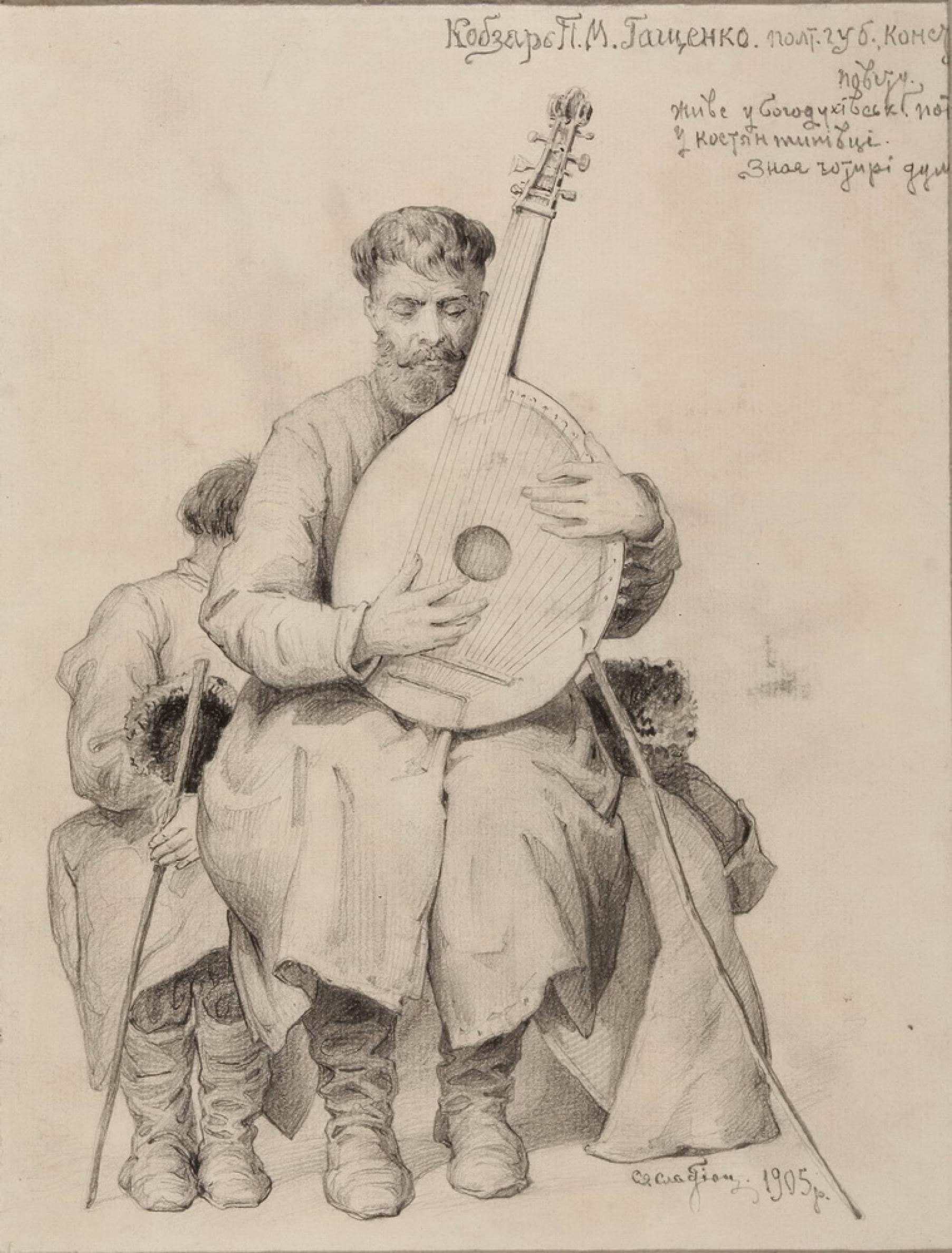
Pavlo Hachtchenko et sa bandoura par Opanas Slastion.
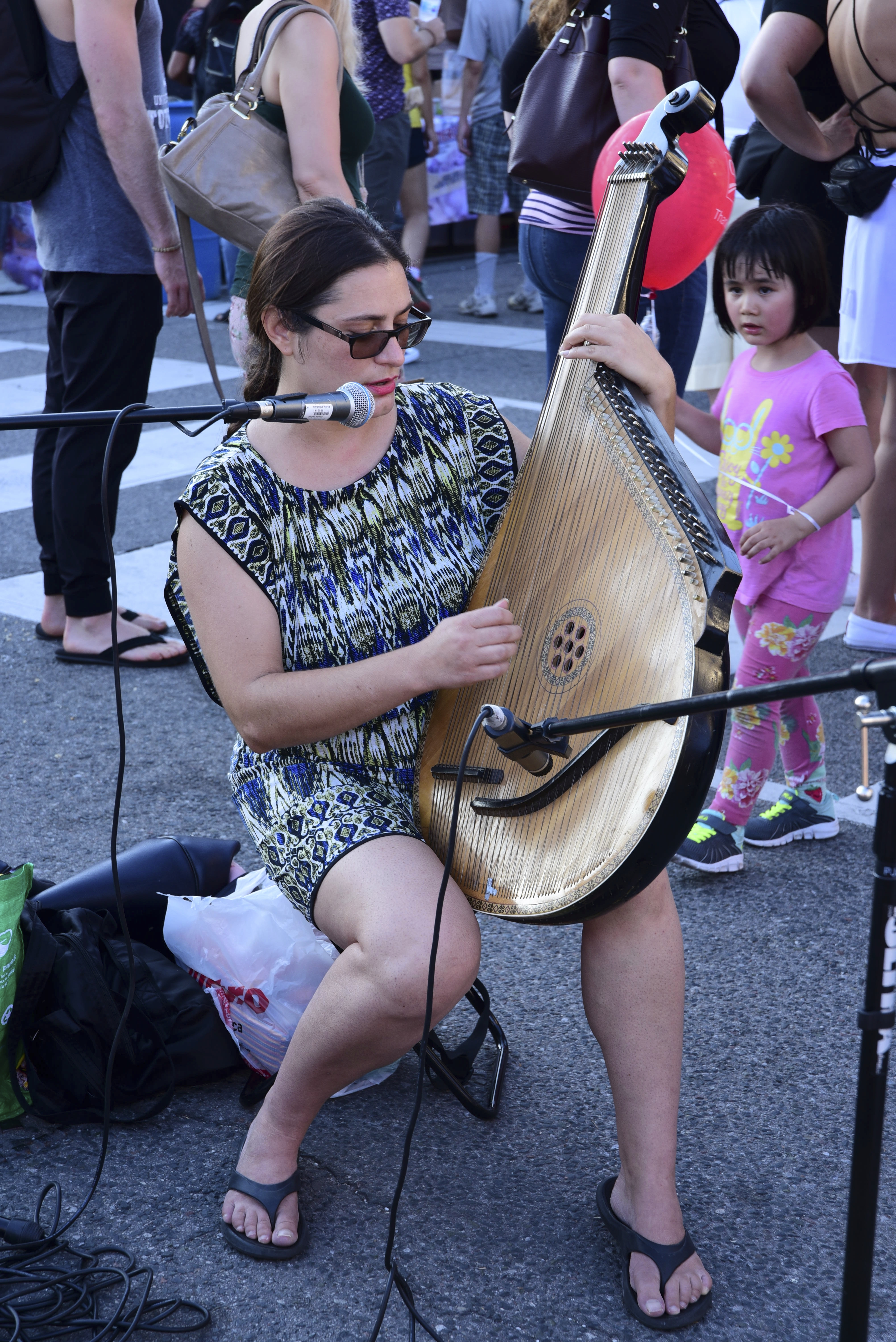
Joueur de bandoura au festival ukrainien Bloor West Village en 2018

## Lutherie
Bien que la bandoura conserve un manche, il n'est plus fretté et on n'y joue plus d'accords. La vaste caisse de résonance en bois de forme ovoïde supporte deux chevalets courbes où passent plus de 50 cordes en métal.
Au fil du temps, la bandoura a acquis plus de cordes et est devenue complètement chromatique avec des permutateurs pour changer de tonalité.

## Jeu
La bandoura associe les principes de la cithare et du luth. On en pince les cordes avec les doigts : les longues basses avec la main gauche, et les cordes mélodiques avec la main droite.

### Discographie
- Julian Kytasty, Black Sea Winds, The Kobzari of Ukraine, November Music Ltd, Londres, 2001